# Deerfield (Míchigan)
Deerfield es una villa ubicada en el condado de Lenawee en el estado estadounidense de Míchigan. En el Censo de 2010 tenía una población de 898 habitantes y una densidad poblacional de 361,92 personas por km².

## Geografía
Deerfield se encuentra ubicada en las coordenadas 41°53′24″N 83°46′44″O / 41.89000, -83.77889. Según la Oficina del Censo de los Estados Unidos, Deerfield tiene una superficie total de 2.48 km², de la cual 2.48 km² corresponden a tierra firme y (0%) 0 km² es agua.

## Demografía
Según el censo de 2010, había 898 personas residiendo en Deerfield. La densidad de población era de 361,92 hab./km². De los 898 habitantes, Deerfield estaba compuesto por el 94.99% blancos, el 0.45% eran afroamericanos, el 0.89% eran amerindios, el 0.11% eran asiáticos, el 0% eran isleños del Pacífico, el 0.45% eran de otras razas y el 3.12% pertenecían a dos o más razas. Del total de la población el 4.12% eran hispanos o latinos de cualquier raza.